# 超級星期天
《超級星期天》（英語：Super Sunday），是台視與華視星期日晚間綜藝節目，製作人禚宏順、柴智屏，1994年9月18日至1996年2月11日在台視播出，1996年2月2日最後一次在台視錄影，1996年3月3日改至華視播出，伴奏樂團為頂尖拍檔，節目廣告主題曲為男主持人庾澄慶所唱的。每段開場口號為「超級星期天～Super！」。2003年4月6日，第一代女主持人張小燕回鍋，主持後繼節目《快樂星期天》。

## 歷屆主持人
- 第一任（台視時期）：

| 開始時間 | 結束時間 | 主持人             | 備註                             |
| -------- | -------- | ------------------ | -------------------------------- |
| 1994年   | 1996年   | 張小燕、庾澄慶主持 | 吳宗憲、黃子佼、卜學亮為助理主持 |

- 第二任（華視時期）：

| 開始時間 | 結束時間 | 主持人             | 備註                                     |
| -------- | -------- | ------------------ | ---------------------------------------- |
| 1996年   | 2001年   | 張小燕、庾澄慶主持 | 吳宗憲、黃子佼、卜學亮、曾寶儀為助理主持 |

- 第三任：

| 開始時間 | 結束時間 | 主持人                                             |
| -------- | -------- | -------------------------------------------------- |
| 2001年   | 2002年   | 庾澄慶、黃子佼、卜學亮、黃嘉千、柳翰雅、陳建州主持 |

- 第四任：

| 開始時間 | 結束時間 | 主持人                             |
| -------- | -------- | ---------------------------------- |
| 2002年   | 2003年   | 庾澄慶、徐熙娣、柳翰雅、陳建州主持 |

## 各時期內容

### 台視時期
台視時期製作人為禚宏順及柴智屏，主持人為張小燕、庾澄慶。助理主持初期有吳宗憲、黃子佼，後來黃子佼請辭，空缺由卜學亮接替。此時期在每集收播之前，張小燕、庾澄慶會合唱收播曲，收播曲最末句歌詞為「希望下週再見」。此時期各單元內容如下：
快樂送
每集第一個單元，內容為主持人一一介紹該集來賓。被主持人點名的來賓要出列，配合頂尖拍檔演奏的一段16拍音樂來跳符合該集主題的舞蹈，然後接受主持人訪問；訪問完了就換下一位來賓出列，依此類推。
哈林夜總會
不定時邀請特別來賓，與主持人庾澄慶互飆歌、飆樂器；或是大玩實驗性音樂，將一首歌的編曲重新改編，唱出與原曲截然不同的曲風及味道。
Channel S
不定時邀請特別來賓，透過製作單位幕後的電腦剪接技術呈現出有趣的圖像或MV影片，由助理主持黃子佼戲仿歌手，改編成搞笑的MV。
超級記者會
每集邀請一位來賓接受主持人毒舌訪問。來賓一手連接心跳感測器，供主持人檢驗其回答是否誠實。主持人會請工作人員在電視牆上播放來賓親友的證詞，檢驗來賓回答是否誠實。
超級比一比
遊戲單元，原型來自日本電視台綜藝節目（中文：神奇腦能力!!）之單元。
每一輪開始時，主持人出示一塊小板給觀眾與站在鏡頭最左方隔間內者看，小板正面有一個名詞或動詞作為題目。每一位參賽者必須在指定音樂內用肢體語言把題目「比」出來，並且讓下一位參賽者模仿與猜答案。從站在鏡頭最左方隔間內者開始比，比到站在鏡頭最右方隔間內者為止。每一輪結束後，主持人依序詢問每位參賽者的答案，從站在鏡頭最右方隔間內者開始問，答案與題目一致者為勝。
超級ㄅㄆㄇ
短劇單元，徐熙媛、徐熙娣與助理主持黃子佼穿著黑色緊身衣，每集共同與一位來賓以搞笑手法解說一個流行語詞彙的注音符號。徐熙媛、徐熙娣與助理主持黃子佼在一塊釘了40根鋼樑（寬8根、高5根）的牆壁上以身體排成該詞彙的注音符號；來賓手持字卡裝正經來解說該詞彙，且必須接受徐熙媛、徐熙娣與助理主持黃子佼的戲弄。例如：「馬子」的注音符號是「ㄇㄚˇ ㄗ·」，排字的順序是先排「ㄇ」、再排「ㄚˇ」、最後排「ㄗ·」。每集末尾會顯示該詞的意義，例如：

【馬子】正解：

古語：馬桶，便溺之器。
現代語：女朋友。

拍賣會
競標單元，節目邀請藝人來賓獻技藝，透過現場觀眾競標獲得該集拍賣商品，例如：「楊林陪你看電影」、「趙雅芝到你家煲湯」、「與江蕙合拍專屬MV」等等。

### 華視時期
華視時期第一代製作人為禚宏順及柴智屏，第二代（最後一代）製作人為禚宏順。此時期共分為兩個時期：
1. 張小燕時期：主持人為張小燕、庾澄慶。助理主持初期有吳宗憲、卜學亮，後來黃子佼回任助理主持，之後吳宗憲請辭，空缺由曾寶儀接替。張小燕時期最著名的單元有「超級比一比」、「哈林夜總會」、「超級好朋友」、「超級明星臉」、「超級動員令」、「超級任務」、「每周一曲」等單元。
2. 庾澄慶時期：張小燕因其夫彭國華逝世而暫時退出演藝圈、並請辭《超級星期天》的主持工作，由主持搭擋庾澄慶與原助理主持黃子佼、卜學亮及黃嘉千、柳翰雅、陳建州三位新進主持人一起共同主持《超級星期天》。之後主持群黃子佼、卜學亮、黃嘉千因故請辭，後期「搞怪天后」徐熙娣加入主持群。庾澄慶時期最著名的單元有「佼亮公開賽」、「超級記者會」、「超級真心話」、「超級大騙局」、「超級哈S幫」、「超級任務」等單元。

TVBS-Asia、香港有線電視娛樂台皆曾播映華視時期。華視時期各單元內容如下：

#### 張小燕時期
快樂送
同台視時期之〈快樂送〉。
哈林夜總會
同台視時期。
Channel S
同台視時期。
超級記者會(超級好朋友)
同台視時期，除了沒有心跳感測器以外。「超級記者會」是藝人單獨接受主持人專訪，而「超級好朋友」則是藝人夥伴(兩人以上)接受主持人訪問。
沒問題先生
助理主持吳宗憲扮演「沒問題先生」，專門替觀眾解決各種疑難雜症及問題。
每周一曲
助理主持黃子佼每集戲仿不同歌手，對嘴唱該歌手的歌曲，例如扮成「王佼」戲仿王菲唱〈悶〉。
超級壽星
邀請當集生日的巨星來節目，並替巨星慶生。
佼亮公開賽
助理主持黃子佼（當時改名「黃子交」）與卜學亮的室外趣味競賽。
哈萊塢
改編世界知名童話成搞笑歌中劇，例如仙履奇緣、綠野仙蹤、三隻小豬，並邀請藝人參與演出。
超級筆一筆
遊戲單元，原型來自日本電視台綜藝節目《神奇腦能力!!》之單元。
玩法：由主持人出題，來賓要畫出來，並傳給最後一位來賓，由最後一位來賓猜出畫的正確答案。
超級叫獸
進行「超級傳一傳」前，「超級叫獸」會介紹來賓登場，來賓則要回答「超級叫獸」所有問題，如來賓回答不出來，就會受到「超級叫獸」的攻擊。
超級傳一傳
遊戲單元，原型來自日本電視台綜藝節目《神奇腦能力!!》之單元。
玩法：由主持人庾澄慶帶動跳一首〈跟你媽媽New一下〉，然後主持人出題，來賓皆帶著耳機，用嘴巴傳達答案，最後一位來賓則要猜出答案。
超級比一比
分為兩代玩法：
1. 第一代玩法：同台視時期。
2. 第二代玩法：一人站在舞台上比手畫腳，一人坐在舞台下猜答案。只要比者講了或比了答案中的任何一字，則此題不算，立即換答下一題。每組時限結束前30秒，舞台簾幕會緩緩降下，比者要在有限的空間內繼續引導猜者猜答案；舞台簾幕全部降下，表示該組時限已到。1999年6月，中華電信行動通信分公司邀請黃子佼與卜學亮主演的電視廣告〈行動電話比一比〉即以此為藍本。

超級大頭照
遊戲單元。
玩法：來賓兩人坐在製作單位特製的椅子上，椅子背後上方有框板，框板裡有藝人的沙龍照，由主持人出題，然後坐在椅子上的來賓要猜背後框板裡的藝人是誰。
超級任務
尋人單元，助理主持卜學亮擔任外景主持，是華視時期知名度最高的單元。卜學亮自稱「超級特搜小組組長」，接受該單元特別來賓的委託尋人。夏治世擔任旁白。
首先是特別來賓上場與主持人對話，讓觀眾知道這次委託人（即該集特別來賓）要尋人的目的。主持人請工作人員在電視牆上播放製作單位自拍的模擬短劇，讓觀眾知道尋人對象在委託人心中的重要性。然後再經過委託人與主持人的一段對話之後，主持人請工作人員在電視牆上播放「超級特搜小組」尋人過程影片，影片統一名稱為〈超級特搜小組〉，內容是卜學亮先說明尋人策略、後以背包客之姿出發尋人，片中不乏卜學亮搞笑。在疑似找到目標或遇到瓶頸時，尋人過程影片定格並顯示一個紅底白邊的「？」然後結束。卜學亮在尋人過程影片中有兩句常用語：⑴「凡走過，必留下痕跡；凡住過，必留下鄰居。」⑵「千金難買早知道，萬般無奈想不到。」
尋人過程影片播完，主持人請委託人站在門口正前方。主持人退到電視牆旁，委託人背對門口，現場保持肅靜，等待門口正上方顯示的燈號數字從「6」跳至「1」。門口正上方顯示的燈號數字從「6」跳至「1」後，再過3秒，門打開，頂尖拍檔以電子琴配樂。若尋人成功，尋人對象會走出門口，親自蒞臨現場與委託人見面。若尋人對象不願意或不方便親自蒞臨現場，工作人員會在門內會擺放尋人對象或其親友的聯絡方式，通常會擺一台電話機供委託人與尋人對象通話。若尋人對象已死亡，工作人員通常會在門內擺放尋人對象的親友寫給委託人的字條。
超級明星臉
邀請有明星臉的素人來展示其明星臉，來賓與助理主持擔任評審，現場觀眾按鈕投票。開場及散場口號為：「〈超級明星臉〉，明星臉！」呼開場及散場口號時，全身稍微往後仰，向上高舉沒拿麥克風的一手，沒拿麥克風的一手手掌朝向自己背後。
每位素人上場時，先以面具遮住整張臉。主持人會問素人：「人家都說你長得像誰？」素人回答自己長得像哪一個公眾人物。主持人請工作人員在電視牆上顯示該公眾人物的照片與該素人的照片，顯示順序為：①該公眾人物的照片；②分為左右兩半，一半顯示該公眾人物的照片，另一半顯示該素人的照片。電視牆上顯示該公眾人物的照片與該素人的照片之後，主持人數「1、2、3」，素人在數到「3」時拿下面具。
每集收播前，主持人會請每位素人依序上場，請現場觀眾按鈕表決該素人像不像該公眾人物。現場觀眾若認為長得像該公眾人物，就按鈕給分。每位素人的得分會顯示在觀眾席上方的記分板，每人最高得分為100分。每位評審可舉「加分牌」加5分。
《紅白勝利》跳槽中視後推出的短劇單元〈中國電視尺〉曾經戲仿〈超級明星臉〉：將《超級星期天》改名《抄襲星期天》，將〈超級明星臉〉改名〈抄襲明星臉〉，將〈超級明星臉〉開場口號改成「〈抄襲明星臉〉，不要臉！」，散場口號改成「〈抄襲明星臉〉，羞羞臉！」
超級動員令
東風文化傳播（當時《超級星期天》製作單位）、豐華唱片與吉本興業合辦的演藝圈新秀徵選活動，被發掘的代表團體為女子偶像團體Sunday Girls。

#### 庾澄慶時期
佼亮公開賽
同張小燕時期。
超級大騙局
遊戲單元。
玩法：每集請來幾位奇人，給主持群與來賓提問。主持群與來賓互推5人背對奇人而坐，5人問奇人問題，奇人不可講話。
超級KTY
歪歌單元。
超級真心話
遊戲單元。
玩法：每集請來一位來賓及其朋友接受主持群訪問。該集來賓稱為「超級來賓」，其朋友稱為「超級損友」。主持群會以「秘密麻辣指數」引誘「超級損友」說出「超級來賓」不為人知的秘辛。「秘密麻辣指數」如下：「一星級」獎金為新台幣1000元，「二星級」獎金為新台幣2000元，「三星級」獎金為新台幣3000元，「四星級」獎金為新台幣4000元，「五星級」獎金為新台幣5000元。
超級記者會
同台視時期。由主持人庾澄慶單獨主持，其他主持群扮演記者群，來賓藝人接受記者群的毒舌提問。
超級快遞
由主持群擔任快遞員，藉由節目單元，把愛心送給需要幫助的人。
超級親子臉
邀請有親子臉的小朋友來展示其親子臉，主持群與來賓擔任評審。每位小朋友上場時，主持人庾澄慶請工作人員在電視牆上顯示該小朋友的照片與該父母的照片，每集收播前，主持人庾澄慶會請每位小朋友及父母親依序上場，請評審決定該小朋友像不像該父母。
超級任務
同張小燕時期，主持群卜學亮、黃嘉千擔任外景主持。卜學亮自稱「超級特搜小組組長」、黃嘉千自稱「超級特搜小組副組長」，接受該單元特別來賓的委託尋人。後期則由柳翰雅與陳建州接棒擔任外景主持。
超級哈S幫
庾澄慶與徐熙娣（小S）搭擋主持，「哈S幫」的「S」官方讀音同「史」。小S的主持風格在此時逐漸成熟。
超級精舞門
每集來賓上節目飆舞，由主持群示範舞步，來賓挑戰舞步。
超級初體驗
主持群接受觀眾寫信挑戰初體驗。

## 影響
- 《超級星期天》是台灣乃至於整個華語世界最具代表性、當時最長壽的綜藝節目之一，節目主持人張小燕與庾澄慶也因《超級星期天》走紅，讓演藝事業再創高峰，並榮獲第35屆金鐘獎、第36屆金鐘獎兩屆最佳綜藝節目主持人獎肯定。
- 《超級星期天》節目榮獲第32屆金鐘獎、第34屆金鐘獎、第35屆金鐘獎三屆最佳綜藝節目獎肯定。
- 《超級星期天》節目製作人柴智屏，日後成為台灣偶像劇教母，曾製作台灣第一部偶像劇「流星花園」。
- 助理主持群吳宗憲、黃子佼、曾寶儀日後在台灣主持界佔有很重要的地位。
- 《超級星期天》單元「超級任務」捧紅助理主持卜學亮，也因為該尋人單元，紅到出首張專輯「我愛阿亮」。
- 搞怪天后徐熙娣(小S)後期加入《超級星期天》節目主持群，奠定了往後的主持風格。
- 後期加入《超級星期天》節目主持群的黃嘉千、柳翰雅、陳建州，日後在台灣主持界、戲劇界都佔有很重要的地位。
- 當時是《超級星期天》製作助理之一的梁赫群，日後也在台灣主持界展露頭角。
- 當時也曾是《超級星期天》製作助理之一的朱孝天，日後也在華語演藝界展露頭角，並成為台灣男團「F4 (台灣男子團體)」的成員。
- 《超級星期天》也捧紅了當時在幕後伴奏的阿咪老師。
- 曾在台灣走紅的歌手費翔，因當時台灣女主持人陶晶瑩參加《超級星期天》「超級任務」單元尋找小時候的偶像，不只成功找到歌手費翔本人上節目，引起話題，還創造「超級任務」單元自1997年播出以來的高收視，也讓在台灣沉寂一時的費翔再度走紅[7]。
- 台灣女藝人柯以柔因長相像歌手徐懷鈺，參加《超級星期天》單元「超級明星臉」後被星探相中，開始踏入演藝圈[8]。
- 《超級星期天》單元「超級動員令」捧紅Sunday Girls，其成員佐藤麻衣和千田愛紗至今仍在台灣演藝圈活躍。
- 《超級星期天》單元「超級明星臉」在當時受到觀眾很大的迴響，當時的製作助理梁赫群回憶：「那個時候隨便一個明星臉，找五個似像非像的人出來，收視隨便就13%、16%這樣子」[9]。

## 特別節目
1996年，《超級星期天》播出中華民國海軍勞軍晚會《超級海軍》，錄影地點為武夷油彈補給艦，方光申、禚宏順、柴智屏共同掛名製作人，詹森雄指揮華視大樂隊伴奏。

## 外部連結
- 華視時期的影片 （页面存档备份，存于）